# 2차 노출
2차 노출(중국어: 二次曝光, 영어: Double Xposure)은 2012년 공개된 중국의 스릴러 영화이다. 개봉 후 중국 본토에서 1억 엔 이상의 수익을 올리며 상업적 성공을 거두었고, 이로 인해 리위는 단일 영화의 흥행 수익이 1억 엔 이상인 52번째 감독이 되었다.

## 줄거리
숭치라는 여성이 남자친구 류둥이 절친 샤오시와 바람을 피우는 것을 목격하면서 이야기가 시작된다. 분노에 휩싸인 숭치는 샤오시를 찾아가 다투고, 결국 샤오시를 살해하기에 이른다. 죄책감에 시달리던 숭치는 샤오시를 정원에 묻고, 남자친구 류둥에게도 이 사실을 추궁하지만 류둥은 처음에는 부인하다가 나중에는 샤오시를 좋아한다고 고백한다. 
이후 경찰 류젠이 샤오시의 실종에 대해 숭치를 찾아와 조사하지만 숭치는 혐의를 부인한다. 그 후 숭치는 악몽과 환각에 시달리고, 류둥마저 숭치를 의심하며 그녀가 샤오시를 살해할 때 사용했던 오렌지색 스카프를 찾아낸다. 류둥은 이 스카프를 경찰에게 보여주려 하고, 숭치는 두려움에 도망친다. 
도망치던 중 숭치는 환각을 보고 호수에 뛰어들었다가 나오기도 하고, 식당에서 경찰을 피해 도망치다 숲에서 쓰러지기도 한다. 이후 류젠을 차로 치고 경찰에 신고하지만, 깨어난 후에는 류젠은 존재하지 않았다는 사실을 알게 된다. 더 나아가 남자친구 류둥마저 실체가 없는 허상이었고, 친구 샤오시는 해외여행 중이라는 충격적인 진실을 마주한다.
이 모든 것이 숭치의 과거 기억과 환각의 재현이었음이 밝혀진다. 어린 시절 숭치는 아버지에게 어머니가 살해당하는 것을 목격했고, 그 후 양아버지 류젠의 아들 류둥을 사랑하게 된다. 하지만 류젠이 사고로 죽자 숭치는 큰 충격을 받고 현실과 환각을 구분하지 못하게 된 것이다. 그녀는 허구의 남자친구와 관계를 맺고, 과거의 트라우마를 반복해서 겪는다.
마침내 친아버지를 찾아간 숭치는 아버지의 후회를 듣고 그의 유골을 어머니의 유골과 함께 안치한다. 이후 진짜 류둥을 찾아간 숭치는 그와 재회하고, 그동안 마음속으로 함께 해왔음을 깨닫는다.

## 출연

### 주연
- 판빙빙
- 풍소봉
- 곽사연
- 조안 첸
- 공유